# Карло (име)
Карло је свеевропско веома омиљено мушко име, често име шефова држава. 
Име је немачког порекла, настало од старонемачке речи Karl, што значи „слободан човек“. Под утицајем славе цара Карла Великог се веома раширило, тако да на српском, чешком, пољском и мађарском језику оно (тј. речи које потичу од овог имена) данас има пренесено значење: означава краља.

## Варијације у разним језицима
- Карлос,
- Карло (итал. Carlo),
- Чарлс (енгл. Charles),
- Шарл,
- Карл,
- Карол (рум. Carol),
- Карл,
- Карл,
- Карел (чеш. Karel),
- Каролус (лат. Carolus),
- Карлос,
- Карел (дан. Karel).